# Matt Moore
Matt Moore (født 9. august 1984 i Van Nuys, Californien, USA) er en amerikansk footballspiller, der spiller i NFL som quarterback for Miami Dolphins. Moore blev draftet til ligaen i 2007, og har tidligere repræsenteret Carolina Panthers.

## Klubber
- 2007-2010: Carolina Panthers
- 2011-: Miami Dolphins